# Seoni
Seoni (Hindi: सिवनी Sivnī [ˈsɪo̯ni]) ist eine Stadt im indischen Bundesstaat Madhya Pradesh. Die Stadt befindet sich im Süden des Bundesstaates.
Die Stadt ist das Verwaltungszentrum des gleichnamigen Distrikt Seoni. Seoni hat den Status eines Municipal Council. Die Stadt ist in 24 Wards gegliedert.
Rudyard Kipling benutzte die Wälder in der Nähe von Seoni (damals Seeonee) als Schauplatz für die Mogli-Geschichten in seinem Dschungelbuch.

## Demografie
Die Einwohnerzahl der Stadt liegt laut der Volkszählung von 2011 bei 102.343. Seoni hat ein Geschlechterverhältnis von 955 Frauen pro 1000 Männer und damit einen für Indien üblichen Männerüberschuss. Die Alphabetisierungsrate lag bei 90,5 % im Jahr 2011 und damit deutlich über dem regionalen und nationalen Durchschnitt. Knapp 76 % der Bevölkerung sind Hindus, ca. 21 % sind Muslime und ca. 3 % gehören einer anderen oder keiner Religion an. 10,5 % der Bevölkerung sind Kinder unter 6 Jahren.